# Двойная точка
Двойная точка — точка встречи двух ветвей кривой. Двойная точка принадлежит к числу так называемых особых точек, и в ней к кривой могут быть проведены две касательные, которые в частном случае могут совпадать.
Например, две пересекающиеся прямые представляют частный случай так называемой кривой второго порядка; точка их пересечения будет двойной точкой.